# Marathon van Berlijn 2015

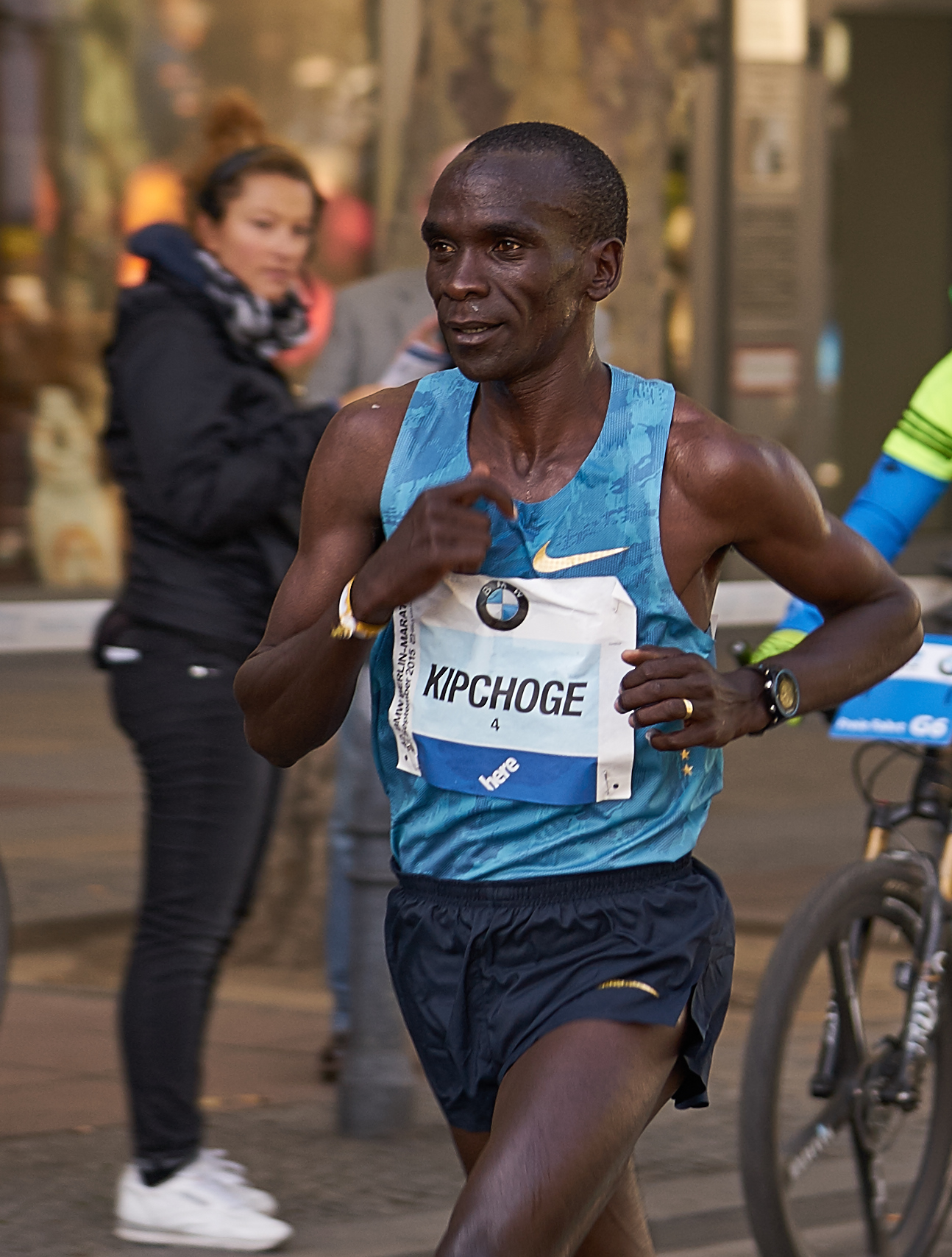
Eliud Kipchoge op weg naar de eindoverwinning.

De marathon van Berlijn 2015 vond plaats op zondag 27 september 2015. Het was de 42e editie van deze marathon
Bij de mannen kwam de Keniaan Eliud Kipchoge als eerste over de finish in een tijd van 2:04.00. Hij bleef zijn landgenoot Eliud Kiptanui, die in 2:05.21 finishte, ruim voor. Tot 30 kilometer lagen de voornaamste favorieten nog bij elkaar. Toen Kipchoge versnelde, hadden zijn concurrenten geen antwoord. De Belgische atleet Koen Naert werd zevende in een persoonlijk record van 2:10.31. Hij liep ruim onder de olympische limiet voor Rio de Janeiro. Met zijn tijd werd hij de vierde snelste Belgische marathonloper tot dan.
Bij de vrouwen ging de eveneens Keniaanse Gladys Cherono met de hoogste eer strijken en won de wedstrijd in 2:19.25. De Nederlandse atlete Andrea Deelstra werd vijfde in een persoonlijk record van 2:26.46. Ze voldeed hiermee tevens ruim aan de olympische limiet van 2:28.00 voor Rio de Janeiro. Met haar tijd werd ze de vierde snelste marathonloopster van Nederland. Alleen Lornah Kiplagat (2:23.43), Hilda Kibet (2:24.27) en Carla Beurskens (2:26.34) waren ooit sneller dan Deelstra.
Naast marathonlopers, namen er aan deze wedstrijd ook inline-skaters, handbikers en rolstoelers deel.
In totaal finishten er 36.820 marathonlopers, waarvan 27.897 mannen en 8923 vrouwen.

## Uitslagen
Mannen
| rang   | naam           | land | tijd    |
| ------ | -------------- | ---- | ------- |
| Goud   | Eliud Kipchoge | KEN  | 2:04.00 |
| Zilver | Eliud Kiptanui | KEN  | 2:05.21 |
| Brons  | Feyisa Lilesa  | ETH  | 2:06.57 |
| 4      | Emmanuel Mutai | KEN  | 2:07.46 |
| 5      | Geoffrey Mutai | KEN  | 2:09.29 |
| 6      | Reid Coolsaet  | CAN  | 2:10.28 |
| 7      | Koen Naert     | BEL  | 2:10.31 |
| 8      | Yared Shegumo  | POL  | 2:10.47 |
| 9      | Koji Gokaya    | JPN  | 2:10.58 |
| 10     | Scott Overall  | SCO  | 2:11.24 |

Vrouwen
| rang   | naam                | land | tijd    |
| ------ | ------------------- | ---- | ------- |
| Goud   | Gladys Cherono      | KEN  | 2:19.25 |
| Zilver | Aberu Kebede        | ETH  | 2:20.48 |
| Brons  | Meseret Hailu       | ETH  | 2:24.33 |
| 4      | Tadelech Bekele     | ETH  | 2:25.01 |
| 5      | Andrea Deelstra     | NED  | 2:26.46 |
| 6      | Maja Neuenschwander | SUI  | 2:26.49 |
| 7      | Lisa Nemec          | CRO  | 2:27.57 |
| 8      | Tomomi Tanaka       | JPN  | 2:28.00 |
| 9      | Sonia Samuels       | GBR  | 2:28.04 |
| 10     | Fate Tola           | ETH  | 2:28.24 |

1974 ·
1975 ·
1976 ·
1977 ·
1978 ·
1979 ·
1980 ·
1981 ·
1982 ·
1983 ·
1984 ·
1985 ·
1986 ·
1987 ·
1988 ·
1989 ·
1990 ·
1991 ·
1992 ·
1993 ·
1994 ·
1995 ·
1996 ·
1997 ·
1998 ·
1999 ·
2000 ·
2001 ·
2002 ·
2003 ·
2004 ·
2005 ·
2006 ·
2007 ·
2008 ·
2009 ·
2010 ·
2011 ·
2012 ·
2013 ·
2014 ·
2015 ·
2016 ·
2017 ·
2018